# Megan Boone
Megan Boone (Petoskey, Míchigan, 29 de abril de 1983) es una actriz estadounidense. Es conocida por su papel de Elizabeth Keen en la serie The Blacklist emitida por NBC. 

## Primeros años
Boone nació en Petoskey, Míchigan y se crio en The Villages, Florida. Sus padres se mudaron allí cuando ella era pequeña para estar más cerca de sus abuelos.  Su abuelo, H. Gary Morse, fue el desarrollador de The Villages;  y su madre, Jennifer Parr, es la Directora de Ventas.  Boone dice que estaba "enganchada" al actuar a los siete años cuando sus abuelos la llevaron a Nueva York para ver una obra de Broadway protagonizada por Nathan Lane.
Boone estudió en Belleview High School, donde se graduó en 2001. En 2005, se graduó de la Escuela de Teatro de la Florida State University con una Licenciatura en Bellas Artes en Actuación. Luego estudió con Jane Alexander y Edwin Sherinat en el Teatro de Repertorio de Asolo y realizó talleres con el dramaturgo Mark Medoff. Boone le da crédito a Alexander por influir en ella para que siga actuando a pesar de expresar interés en abandonar al principio de su carrera.  En otoño de 2017, Boone comenzó a estudiar un MBA en sostenibilidad en Bard College.

## Carrera
Megan Boone protagonizó en 2007 el debut en Los Ángeles de la obra de Charles L. Mee, Limonade Tous Les Jours, y ganó dos Premios del Teatro Semanal de Los Ángeles por su actuación. Hizo su debut en el cine en la película de terror My Bloody Valentine 3D (2009), seguida de un papel secundario en Sex and the City 2 en 2010. Durante su año en televisión en 2010, interpretó a la fiscal adjunta Lauren Stanton en la serie de NBC de corta duración Law & Order: LA. Ese mismo año, debutó como directora con el filme independiente Eggshells for Soil, rodado parcialmente en su ciudad natal, The Villages, Florida. También apareció en Step Up Revolution (2012), la cuarta película de la serie Step Up.
Boone recibió un papel protagónico en el drama independiente Leave Me Like You Found Me (2012), por el cual ganó el Premio del Festival de Cine de Arte Gen a la Mejor Actriz. Tuvo un papel recurrente en la serie de drama policial de CBS Blue Bloods en 2013, seguida de su papel protagónico de la agente del FBI Elizabeth Keen en la serie de NBC The Blacklist en el mismo año. The Blacklist alcanzó tanto éxito crítico como de público, incluyendo buenos índices de calificaciones de DVR. El 15 de junio de 2021, se anunció que Boone dejaría The Blacklist después de ocho temporadas. Más recientemente, firmó un contrato de primera opción con Sony Pictures Television a través de su compañía de producción, Weird Sister.

## Vida personal
En noviembre de 2015, el representante de Boone confirmó que ella y el artista Dan Estabrook esperaban a su primer hijo juntos. En enero de 2016, durante una aparición en Live!  con Kelly y Michael, Boone reveló que ella y Estabrook estaban comprometidos y esperando una niña.  Dio a luz a su hija Caroline Boone Estabrook, el 15 de abril de 2016.
Tras el nacimiento de su hija, participa cada vez más en la sensibilización sobre los problemas ambientales. En enero de 2017, lanzó la Fundación Caroline Agnes, que brinda a los padres opciones de regalos para sus hijos que son ambientalmente seguros.

## Filmografía
| Cine       | Cine                         | Cine                                    | Cine                                           |
| Año        | Película                     | Papel                                   | Notas                                          |
| ---------- | ---------------------------- | --------------------------------------- | ---------------------------------------------- |
| 2001       | Elijah                       | Abigail                                 |                                                |
| 2009       | My Bloody Valentine          | Megan                                   |                                                |
| 2010       | Sex and the City 2           | Allie                                   |                                                |
| 2012       | Step Up Revolution           | Claire                                  |                                                |
| 2013       | Bienvenido a la jungla       | Lisa                                    |                                                |
| 2018       | Family Games                 | Sloan                                   |                                                |
| Televisión |                              |                                         |                                                |
| Año        | Título                       | Papel                                   | Notas                                          |
| 2008       | The Cleaner                  | Rae                                     | "Five Little Words"                            |
| 2008       | Cold Case                    | Helen McCormick '60                     | "Wings"                                        |
| 2010       | Harvard Medical School (HMS) | Nell Larson                             | Piloto                                         |
| 2010–11    | Law & Order: Los Angeles     | D.D.A. Lauren Stanton                   | Papel regular                                  |
| 2013       | Blue Bloods                  | Candice McElroy                         | Invitada, serie de TV CBS (2 episodios)        |
| 2013—2021  | The Blacklist                | Elizabeth Keen                          | Protagonista, serie de TV NBC (174 episodios)  |
| 2014       | Robot Chicken                | Angie / Natalie Alston / Hannah Horvath | Invitada, serie de TV (2 episodios)            |
| 2017       | The Blacklist: Redemption    | Elizabeth Keen                          | Invitada, serie de TV NBC (2 episodios)        |
| 2021       | The Underground Railroad     | Miss Lucy                               | Elenco principal, miniserie de TV (1 episodio) |
| 2023       | Accused                      | Jenny                                   | «Ava's Story»                                  |